# Michèle Dominici
Pour les articles homonymes, voir Dominici.
Michèle Dominici, née le 11 janvier 1969 à Chambéry en Savoie, est une autrice et réalisatrice française.

## Biographie
Michèle Dominici est la fille d'un couple hétérosexuel. Sa mère, diplômée de Sciences Po et licenciée en droit, est femme au foyer et s'occupe de son éducation.
Elle est diplômée de l'ESCP (1993).
Elle s'est fait connaître en 2004 en réalisant le premier documentaire français sur le clitoris.
Elle a commencé sa vie professionnelle comme secrétaire au Science Museum de Londres. C’est là, en lisant un article dans le New Scientist sur les découvertes réalisées par l’urologue australienne Hélène O'Connell, que lui est venue l'idée d'un film sur le clitoris. Au terme de cinq années de travail, le film est diffusé pour la première fois le 16 janvier 2004 sur Arte et a été vu dans le monde entier.
Elle a depuis réalisé de nombreux documentaires pour la télévision française s’attachant tout particulièrement à témoigner de la vie et de l’histoire des femmes. En 2011, elle signe pour Arte une histoire des militantes britanniques en faveur du droit de vote, Suffragettes, ni paillassons, ni prostituées,,. En 2012, elle réalise Madame la Ministre,, le premier film sur les femmes ministres de la Ve République, grâce aux témoignages croisés de Dominique Voynet, Rachida Dati, Marie-George Buffet, Élisabeth Guigou, Nathalie Kosciusko-Morizet, Michèle Alliot-Marie et Corinne Lepage.
En 2021, elle explore un autre aspect inédit de la vie des femmes, L'Histoire oubliée des femmes au foyer,,, diffusé en 2021 sur Arte. Le film a reçu le prix des lycéens lors du Festival international du film d'histoire de Pessac.
Michèle Dominici s’est aussi souvent attachée à faire le portrait de femmes, telles que Jean Seberg, Bettina Rheims, Marilyn Monroe, Kathryn Bigelow. Son portrait de Simone Signoret a battu des records d’audience sur Arte en 2020.
Michèle Dominici a donné des cours dans le cadre de l'Université d'été de La Fémis (2017-2018) ainsi qu'au CIFAP (Centre interprofessionnel de formation d'apprentis et de perfectionnement).

## Filmographie

### Œuvres principales
- 2004 : Le Clitoris, ce cher inconnu     Arte / Cats & Dogs
- 2006 : Léon Schwarzenberg, le Révolté     Planète / Sunset Presse
- 2007 : Les Derniers jours de Jean Seberg     France Télévision / Sunset Presse
- 2008 : 1968, un monde en révoltes[15]     France Télévision / Bonne Compagnie
- 2011 : Les Suffragettes, ni paillassons, ni prostituées     Arte / Image et Compagnie
- 2012 : Madame La Ministre     France Télévisions / C’est ton film Productions
- 2013 : La Ve République et ses Monarques     Arte / Nova Productions
- 2014 : Dépression, une épidémie mondiale     Arte / Flach Films
- 2016 : Bettina Rheims, Dans la fabrique des Icônes Arte / Image et Compagnie
- 2018 : Nadar, le premier des photographes[16] Arte / Docs en Stock
- 2020 : Simone Signoret, figure libre Arte / Quark Productions
- 2021 : L'Histoire oubliée des femmes au foyer Arte / Quark Productions
- 2022 : Devenir Marilyn Arte / Brotherfilms
- 2023 : Kathryn Bigelow, Hollywood sous adrénaline Arte / Les Batelières
- 2025 : Et l’homme créa la secrétaire[17] Arte / Zadig Productions

## Récompenses
Prix des lycéens au Festival international du film d'histoire de Pessac en 2021 pour L'Histoire oubliée des femmes au foyer.